# Districte de Braničevo
El Districte de Braničevo (en serbi: Браничевски округ/Braničevski okrug) és un districte de Sèrbia que s'estén pels territoris del nord-est del país. Té una població de 183.625 habitants, i el seu centre administratiu és Požarevac. El districte correspon aproximadament a la regió geogràfica de Braničevo.

## Municipis
El districte està format pels municipis de:

Municipis del districte

- Veliko Gradište
- Požarevac
- Golubac
- Malo Crniće
- Žabari
- Petrovac
- Kučevo
- Žagubica

## Demografia
Segons el cens de 2011, el districte de Braničevo té una població de 183.625 habitants.
| Any  | Població |
| ---- | -------- |
| 1948 | 246.475  |
| 1961 | 263.344  |
| 1971 | 263.015  |
| 1981 | 263.677  |
| 1991 | 253.492  |
| 2002 | 200.503  |
| 2011 | 183.625  |

La composició ètnica del districte és la següent:
| Grup ètnic | Població |
| ---------- | -------- |
| Serbis     | 155.255  |
| Valacs     | 13.238   |
| Gitanos    | 4.629    |
| Altres     | 10.143   |
| Total      | 183.625  |

## Història
El segle ix la regió estava habitada per la tribu eslava dels Braničevci (alguns historiadors els classificarien després com a tribu sèrbia, ja que estaven serbianitzats a les darreries de l'edat mitjana). En aquest temps, també existia a la regió la ciutat anomenada Braničevo, a l'estuari del riu Mlava al Danubi.
A començaments de l'edat mitjana, Braničevo va esdevenir part del Primer Imperi Búlgar. Després de la conquesta de Bulgària, els romans d'Orient van establir el Thema de Sírmia a la regió al sud del Danubi. Sírmia, i amb ella Braničevo, van ser disputades entre el Regne d'Hongria d'una banda i l'Imperi Romà d'Orient i el Segon Imperi Búlgar de l'altra. Al segle xiii, els hongaresos van establir el Banat de Barancs (Banovina de Braničevo), però més tard aquell mateix segle dos governadors locals búlgars, Darman i Kudelin, van esdevenir independents i governaren Braničevo i Kučevo. El 1291, van ser derrotats pel rei serbi Stefan Dragutin, que va annexionar Braničevo al Regne de Sírmia, trobant-se la província per primera vegada en mans d'un serbi. Sota el seu mandat, la ciutat de Braničevo va convertir-se en seu de l'Eparquia de l'Església Ortodoxa Sèrbia. La regió va pertànyer més tard als subseqüents estats serbis, fins que va ser conquerida per l'Imperi Otomà el segle xv. El segle xiv, la regió va ser governada per líders locals de la Casa de Rastislalić. Durant el mandat otomà, Braničevo va formar part del Sanjak de Smederevo, i des del segle xix forma part altre cop de l'estat serbi.

## Cultura
A mitjan segle xix, durant l'emancipació de l'estat serbi, Požarevac esdevingué, juntament amv Kragujevac, la segona metròpolis del príncep Miloš Obrenović. Aquest príncep va fer construir monuments en la seva memòria a Požarevac: 
- Església (1819)
- Palau (1825)
- Mercat nou (1827)
- Estable - Ljubicevo (1860).

Alguns dels llocs culturalment més rellevants de Požarevac són:
- Museu nacional (el primer a ser construït després del de Belgrad)
- Parc ètnic Tulba (museu a l'aire lliure)
- Galeria de pintura de Milena Pavlović-Barili